# Single numer jeden w roku 1967 (USA)

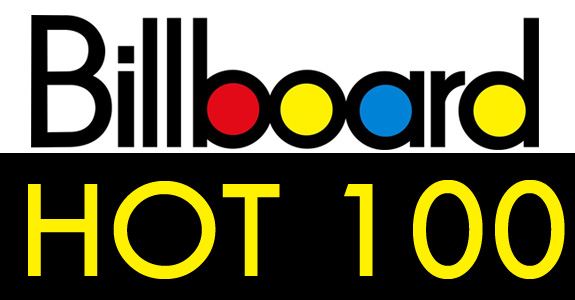
Logo tygodnika Billboard oraz zestawienia Hot 100

Notowanie Billboard Hot 100 przedstawia najlepiej sprzedające się single w Stanach Zjednoczonych. Publikowane jest ono przez magazyn Billboard, a dane kompletowane są przez Nielsen SoundScan w oparciu o cotygodniowe wyniki sprzedaży cyfrowej oraz fizycznej singli, a także częstotliwość emitowania piosenek na antenach stacji radiowych.
| Data publikacji | Piosenka                           | Artysta                         |
| --------------- | ---------------------------------- | ------------------------------- |
| 7 stycznia      | "I'm a Believer"                   | The Monkees                     |
| 14 stycznia     | "I'm a Believer"                   | The Monkees                     |
| 21 stycznia     | "I'm a Believer"                   | The Monkees                     |
| 28 stycznia     | "I'm a Believer"                   | The Monkees                     |
| 4 lutego        | "I'm a Believer"                   | The Monkees                     |
| 11 lutego       | "I'm a Believer"                   | The Monkees                     |
| 18 lutego       | "Kind of a Drag"                   | The Buckinghams                 |
| 25 lutego       | "Kind of a Drag"                   | The Buckinghams                 |
| 4 marca         | "Ruby Tuesday"                     | The Rolling Stones              |
| 11 marca        | "Love Is Here and Now You're Gone" | The Supremes                    |
| 18 marca        | "Penny Lane"                       | The Beatles                     |
| 25 marca        | "Happy Together"                   | The Turtles                     |
| 1 kwietnia      | "Happy Together"                   | The Turtles                     |
| 8 kwietnia      | "Happy Together"                   | The Turtles                     |
| 15 kwietnia     | "Somethin' Stupid"                 | Nancy Sinatra ft. Frank Sinatra |
| 22 kwietnia     | "Somethin' Stupid"                 | Nancy Sinatra ft. Frank Sinatra |
| 29 kwietnia     | "Somethin' Stupid"                 | Nancy Sinatra ft. Frank Sinatra |
| 6 maja          | "Somethin' Stupid"                 | Nancy Sinatra ft. Frank Sinatra |
| 13 maja         | "The Happening"                    | The Supremes                    |
| 20 maja         | "Groovin'"                         | The Rascals                     |
| 27 maja         | "Groovin'"                         | The Rascals                     |
| 3 czerwca       | "Respect"                          | Aretha Franklin                 |
| 10 czerwca      | "Respect"                          | Aretha Franklin                 |
| 17 czerwca      | "Groovin'"                         | The Rascals                     |
| 24 czerwca      | "Groovin'"                         | The Rascals                     |
| 1 lipca         | "Windy"                            | The Association                 |
| 8 lipca         | "Windy"                            | The Association                 |
| 15 lipca        | "Windy"                            | The Association                 |
| 22 lipca        | "Windy"                            | The Association                 |
| 29 lipca        | "Light My Fire"                    | The Doors                       |
| 5 sierpnia      | "Light My Fire"                    | The Doors                       |
| 12 sierpnia     | "Light My Fire"                    | The Doors                       |
| 19 sierpnia     | "All You Need Is Love"             | The Beatles                     |
| 26 sierpnia     | "Ode to Billie Joe"                | Bobbie Gentry                   |
| 2 września      | "Ode to Billie Joe"                | Bobbie Gentry                   |
| 9 września      | "Ode to Billie Joe"                | Bobbie Gentry                   |
| 16 września     | "Ode to Billie Joe"                | Bobbie Gentry                   |
| 23 września     | "The Letter"                       | Box Tops                        |
| 30 września     | "The Letter"                       | Box Tops                        |
| 7 października  | "The Letter"                       | Box Tops                        |
| 14 października | "The Letter"                       | Box Tops                        |
| 21 października | "To Sir, with Love"                | Lulu                            |
| 28 października | "To Sir, with Love"                | Lulu                            |
| 4 listopada     | "To Sir, with Love"                | Lulu                            |
| 11 listopada    | "To Sir, with Love"                | Lulu                            |
| 18 listopada    | "To Sir, with Love"                | Lulu                            |
| 25 listopada    | "Incense and Peppermints"          | Strawberry Alarm Clock          |
| 2 grudnia       | "Daydream Believer"                | The Monkees                     |
| 9 grudnia       | "Daydream Believer"                | The Monkees                     |
| 16 grudnia      | "Daydream Believer"                | The Monkees                     |
| 23 grudnia      | "Daydream Believer"                | The Monkees                     |
| 30 grudnia      | "Hello, Goodbye"                   | The Beatles                     |